# Dražen Petrović basketcenter
Dražen Petrović basketcenter (kroatiska: Košarkaški centar Dražen Petrović) är en  sporthall i Zagreb i Kroatien. Sporthallen invigdes 1987 och är uppkallad efter basketspelaren Dražen Petrović. Dražen Petrović basketcenter ligger i Trešnjevka, har 5 400 sittplatser och är hemmaarena för basketlaget KK Cibona.

## Historik
Sporthallen invigdes den 30 juni 1987 och uppfördes samband med Sommaruniversiaden 1987. Den kallades till en början Cibona sportcenter (Sportski centar Cibona). Den 4 oktober 1993 döptes arena om till nuvarande namn. Sporthallen uppkallades då efter den forna Cibona- och NBA-spelaren Dražen Petrović som tidigare under samma år förolyckats i en bilolycka i Tyskland. Den 7 juni 2006 öppnade ett museum och minnescentrum i sporthallen tillägnat den Hall of Fame-listade basketspelaren.

## Evenemang
1989 anordnade kardinalen Franjo Kuharić julkoncerten Jul i Cibona (Božić u Ciboni) och denna tillställning har sedan dess hållit årligen i sporthallen. Till de internationella artister som uppträtt vid evenemanget hör bland annat Michael Bolton, James Brown, José Carreras, Pink, Seal och Simple Minds.

### Fotnoter
1. 1 2 3  Sportskiobjekti.hr (kroatiska)
2. ↑  Dalje.com Arkiverad 18 september 2012 hämtat från the Wayback Machine. (kroatiska)